# Attila Vajda
Attila Vajda, född den 17 mars 1983 i Szeged, Ungern, är en ungersk kanotist.
Han tog OS-brons i C-1 1000 meter i samband med de olympiska kanottävlingarna 2004 i Aten.
Han tog OS-guld på samma distans i samband med de olympiska kanottävlingarna 2008 i Peking.